# Ocharcoaga-Churdínaga
Ocharcoaga-Churdínaga (en euskera: Otxarkoaga-Txurdinaga) es el distrito número 3 correspondiente a las divisiones administrativas de Bilbao, España. Se divide en los barrios de Ocharcoaga y Churdínaga. Tiene una superficie de 389,94 hectáreas y cuenta con 26 458 habitantes (2016), siendo una de las zonas menos densas de la capital vizcaína.

## Historia
Históricamente estos dos barrios formaban parte de la Anteiglesia de Begoña. En ellos se cultivaba vid para la fabricación de chacolí, y de este hecho proviene uno de los gentilicios comunes para los begoñeses, Matxorris, proveniente de Mahats=uva orri=hoja.
Si bien Ocharcoaga y Churdínaga forman parte del mismo distrito, históricamente han sido dos barrios diferenciados. El primero se construyó en la década de los 60 para acoger a los chabolistas que poblaban las faldas de los montes que rodean Bilbao, mientras el diseño de Churdínaga obedece a un urbanismo y servicios más cuidados, con viviendas más amplias y en algunos casos levantadas por cooperativas formadas por trabajadores del mismo gremio. Además, la construcción vertical ha permitido dotar a este barrio bilbaíno de amplios parques y una de las mayores zonas verdes de Bilbao: el parque de Europa, abierto en 1988. 
La construcción de Ocharcoaga fue, además, objeto de la realización de un cortometraje dirigido por Jordi Grau y titulado "Ocharcoaga"; en 2008 fue restaurado y estrenado en el Teatro Arriaga de Bilbao y en el centro cívico del barrio.

## Lugares de interés
Al ser un distrito eminentemente residencial se encuentra fuera de los circuitos turísticos habituales de Bilbao y carece de atractivos para el visitante. En cualquier caso, uno de los lugares más frecuentados por los vecinos es el parque de Europa, pulmón verde de la zona, en el que se erige un monumento en recuerdo del político gallego Alfonso Daniel Rodríguez Castelao. También en Churdínaga se encuentran los jardines de Mrs. Leah Hanning, en honor a esta parlamentaria laborista que, durante la Guerra Civil, trabajó para que el Reino Unido acogiera a más de 4000 niños y niñas que escapaban del conflicto bélico.

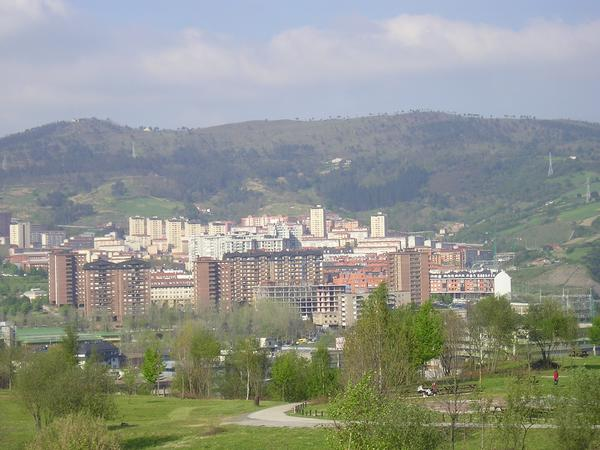
Churdínaga en primer plano y Ocharcoaga -edificios de color claro- al fondo

El propio barrio de Ocharcoaga puede resultar atractivo para personas interesadas en la arquitectura y urbanismo de la época desarrollista. En 2008 Rufino Basáñez, Julián Larrea y Esteban Gárate fueron galardonados con el Premio Viviendas Municipales de Bilbao por su participación, entre otros proyectos, en la construcción del polígono de Ocharcoaga. Así mismo, un año antes, en 2007 el bloque de viviendas sociales del número 14A de la avenida Jesús Galíndez, obra de los arquitectos Sandra Gorostiza y David Torres, fue premiado por el Colegio Oficial de Arquitectos Vasco Navarro.
El punto de unión de ambos barrios es la intersección entre las avenidas Jesús Galíndez, Pau Casals y Doctor Ornilla, un antiguo cruce de calles que ha sido transformado en unos pequeños jardines y plaza, con juegos de luz y agua, adoptando una solución arquitectónicamente interesante para el talud que se cierne sobre el espacio público. Este proyecto, obra del estudio ACXT, ha sido objeto de reconocimiento por parte de medios especializados, incluso internacionales.
La reforma del talud, una obra de 5 millones de euros y 35 meses de trabajo, fue inaugurada el 5 de mayo de 2009 por el alcalde de la villa Iñaki Azkuna. Ese mismo año además este proyecto quedó semifinalista de la V Bienal Europea de Paisaje de Barcelona y fue nominado a los premios Enor de arquitectura.
Además, el barrio de Ocharcoaga cuenta con un monumento en honor a Karl Marx y Vladimir Lenin en la plaza Kepa Enbeita.
El distrito 3 hace frontera con el Monte Avril, zona ideal para el senderismo en el que, a través de diversas rutas, pueden observarse distintas vistas sobre los barrios de Churdínaga y Ocharcoaga, así como el mar desde alguno de sus merenderos.

## Servicios

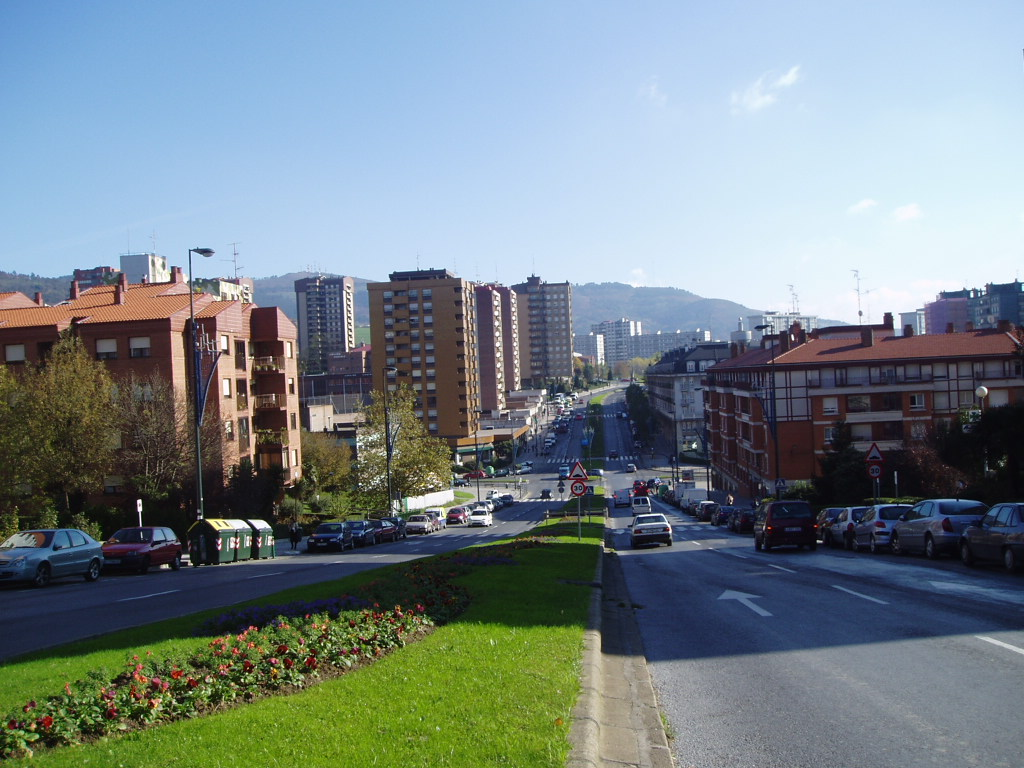
Avenida Txomin Garat.

Ambos barrios cuentan con su propio ambulatorio. El de Ocharcoaga junto a la plaza Ugarte, en la calle Zizeruena, y el Churdínaga en la intersección entre las calles Gabriel Aresti y Txomin Garat.
En cuanto a educación, el distrito cuenta con centros de educación primaria y secundaria, públicos y concertados, en todos los modelos lingüísticos. Además Bilbao Ekintza tiene en la calle Zizeruene un centro de formación profesional. También dispone de polideportivo, junto al parque de Europa.
Los comercios de la zona se concentran principalmente en la calle Txomin Garat de Churdínaga, barrio en el que hay un establecimiento de Eroski (junto a los jardines de Garai), y en los pequeños centros comerciales repartidos por Ocharcoaga, barrio en el que también existe un mercado.
Ambos barrios cuentan con su propia parroquia y también existen otros dos templos en el Grupo Aixe Ona y la trasera de la avenida Julián Gayarre para los Testigos de Jehová y la Iglesia Evangélica respectivamente. Así mismo, el PNV cuenta con un batzoki ya centenario en la avenida Gabriel Aresti y el PSOE, bajo el nombre de Agrupación Socialista Ramón Rubial, su sede social en la avenida Julián Gayarre; este partido dispone además de un bar en la intersección de las calles Ugarte y Zizeruena del barrio de Ocharcoaga.

## Transporte
Este distrito está conectado con el resto de la ciudad, mediante el servicio de autobuses urbanos de Bilbao (Bilbobus), interurbanos (Bizkaibus), y los taxis.

### Carriles-bici
En 2009 el Ayuntamiento de Bilbao procederá a habilitar 6,6 km de carril-bici en el distrito 3. De este modo los vecinos podrán trasladarse en bicicleta hasta los principales puntos del barrio, así como a la estación de metro y ferrocarril de Bolueta.
El único punto de préstamo gratuito de bicicletas del distrito se encuentra junto al centro cívico de Ocharcoaga.

### Líneas de autobús

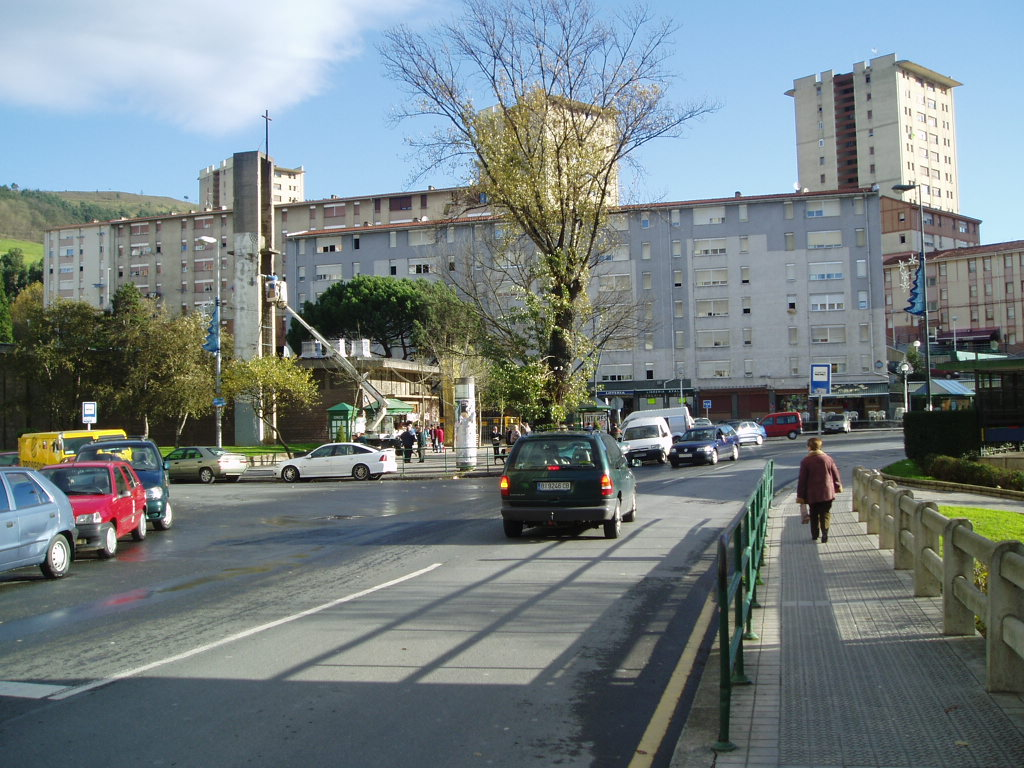
Plaza Kepa Enbeita "Urretxindorra", en Ocharcoaga

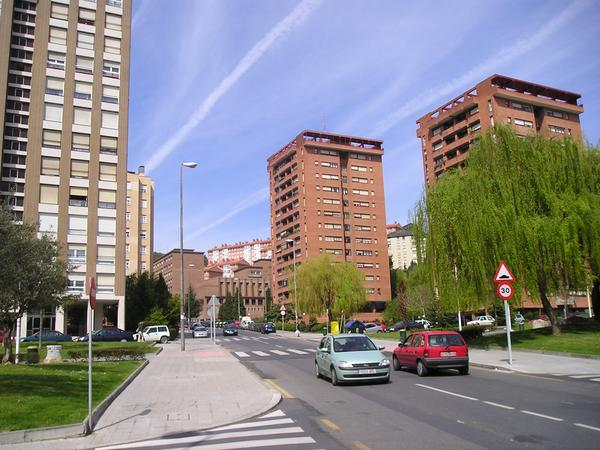
Avenida Gabriel Aresti, en Churdinaga

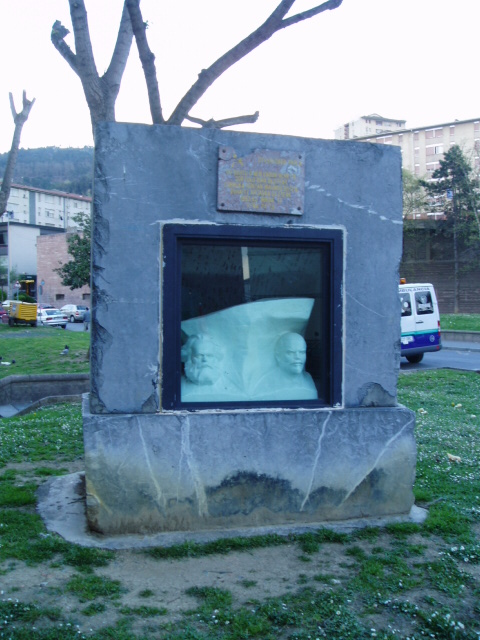
Monumento a Karl Marx (izquierda) y Vladimir Lenin (derecha) en el barrio de Ocharcoaga.

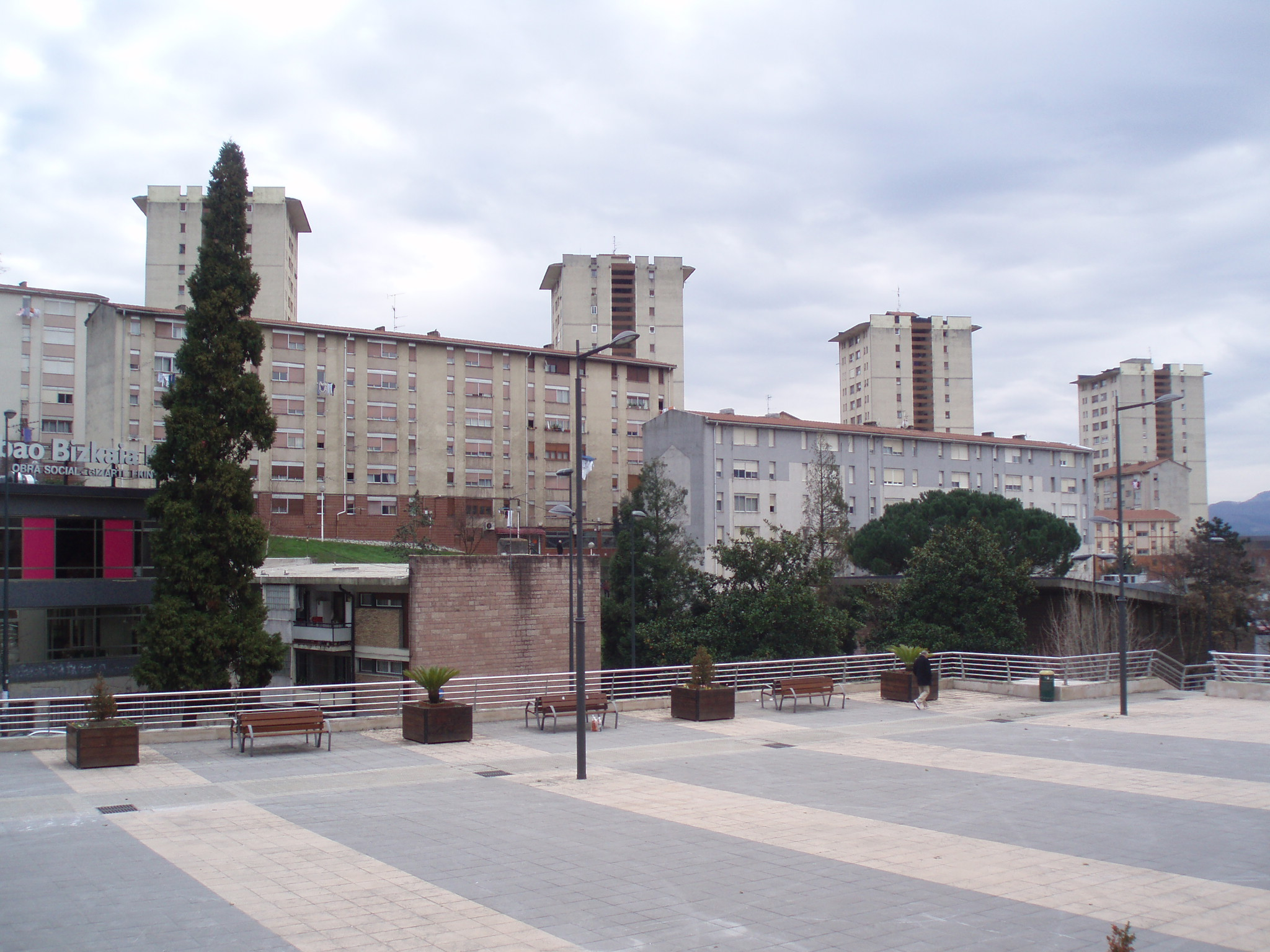
Vista parcial de Ocharcoaga.

| Línea  | Recorrido                                           | Frecuencia (minutos) |
| ------ | --------------------------------------------------- | -------------------- |
| 03     | Plaza Circular - Ocharcoaga                         | 10                   |
| 13     | San Ignacio - Churdínaga                            | 12                   |
| 30     | Churdínaga - Miravilla                              | 15                   |
| 34     | Ocharcoaga - Santuchu                               | 30                   |
| 38     | Ocharcoaga - Termibús                               | 15                   |
| 43     | Garaizar - Santuchu                                 | 30                   |
| G2     | Ocharcoaga - Plaza Circular                         | 30                   |
| A-3631 | Bilbao - Galdácano por Begoña                       | 20                   |
| A-2321 | Santuchu - Universidad del País Vasco por autopista | 30                   |

### Metro
En 2017 entró en servicio la nueva Línea 3 del Metro de Bilbao, que cuenta con dos estaciones en el distrito. Una en Ocharcoaga, bajo la plaza Kepa Enbeita y la segunda en Churdínaga, en los jardines de Garai. Esta nueva infraestructura permitirá a los vecinos de Ocharcoaga y Churdínaga llegar en menos de 10 minutos al centro de Bilbao. En la actualidad, la entrada al metro más cercana es la de la calle Zabalbide, que corresponde a la estación de Santuchu.
En cuanto al ferrocarril, la estación más cercana es la de Bolueta, por la que pasan trenes con destino Bermeo y San Sebastián, pasando por Durango.

### Paradas de taxi
- Avenida Gabriel Aresti n.º 13 (Ambulatorio)
- Avenida Julián Gaiarre n.º 1
- Plaza Kepa Enbeita s/n

## Principales calles
- Avenida Txomin Garat: atraviesa Churdínaga de este a oeste.
- Avenida Gabriel Aresti: perpendicular a la avenida Txomin Garat, hace lo propio de norte a sur.
- Avenida Pau Casals: es la entrada a Ocharcoaga desde Churdínaga.
- Avenida Jesús Galíndez: rodea el barrio de Churdínaga y conecta con la avenida Pau Casals y a su vez con Ocharcoaga.
- Avenida Julián Gaiarre: atraviesa de norte a sur las zonas residenciales al oeste del parque de Europa. Conecta Ocharcoaga con Bolueta.
- Calles Zizeruena y Langaran: cruzan Ocharcoaga y lo conectan con la variante.

## Personas destacadas
- José Pedro Roseiro (Pepe Extremadura): cantante[14] y autor, entre otros, del himno de la candidatura de Cáceres para albergar la capitalidad europea de la cultura en 2016.[15]
- Nuria Orbea: soprano. Ganadora de concursos internacionales de canto y solista en festivales de repercusión internacional de Austria, Alemania, Francia, Portugal.[16]
- Óscar Javier Tabuenka Berges (1971): Jugador del Athletic Club.
- Rodolfo Ares Taboada (1954): político del Partido Socialista de Euskadi-Euskadiko Ezkerra y ex- consejero de Interior del Gobierno Vasco.
- Urtzi Urrutikoetxea (1977): periodista y escritor.